# Eddy Lie
Eddy Lie (Bandung, 14 januari 1946) is een Nederlands schrijver, dichter en beeldend kunstenaar.

## Levensloop

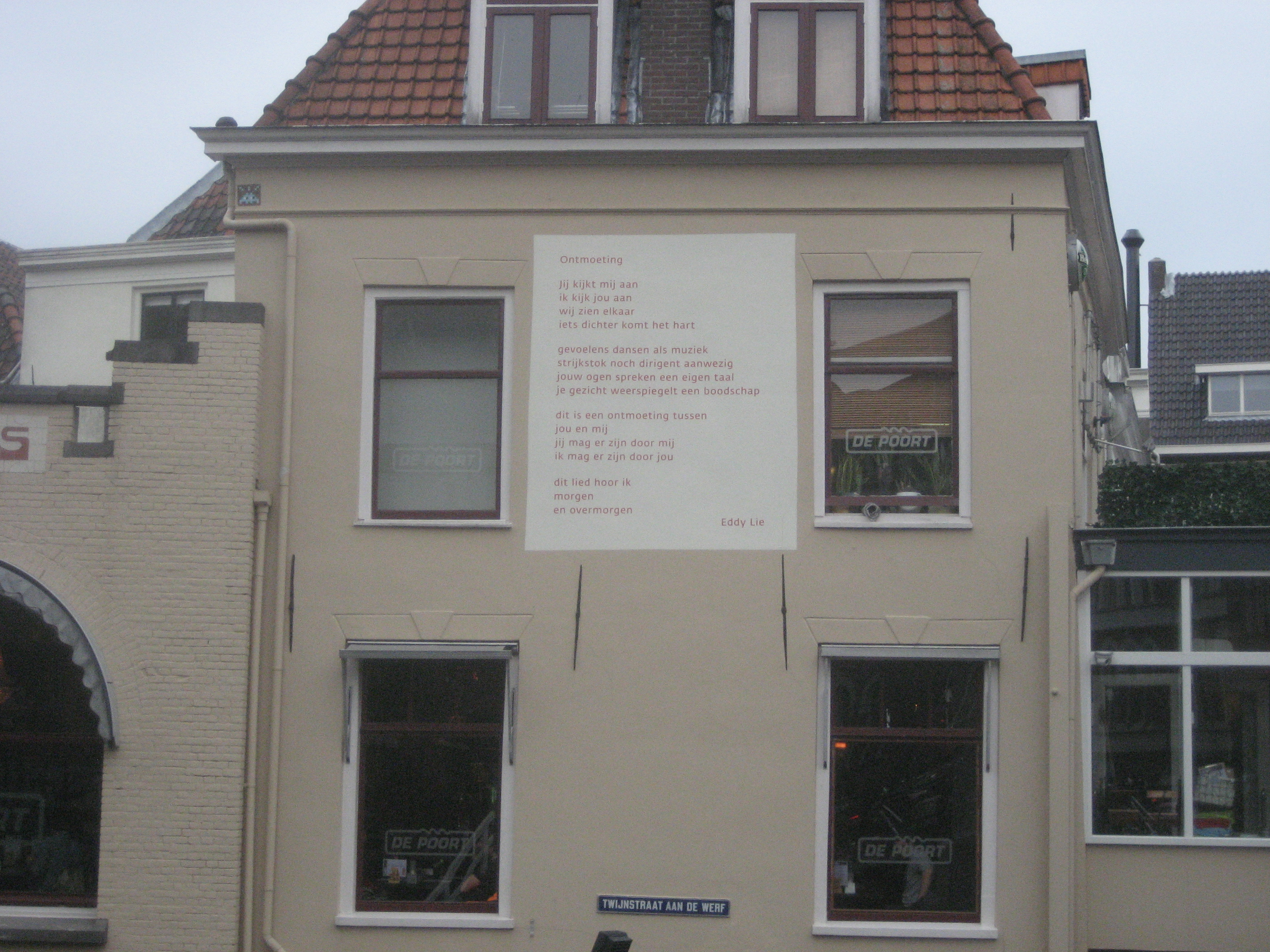
Muurgedicht Ontmoeting van Eddy Lie in Utrecht

Lie is de zoon van een Indische moeder en Chinese vader. Zijn vader is een handelaar en de zoon van een Chinese wijkmeester in Tuban. Zijn moeder is een Indische Nederlandse, dochter van een Nederlandse militair en van een Javaanse moeder.
Lie heeft zijn kinderjaren tot zijn tiende jaar in Bandung gewoond, deels in een kindertehuis, deels thuis bij zijn moeder en stiefvader. Sinds 1957 is hij in Nederland woonachtig. Hij studeerde communicatiewetenschap, volgde colleges kunstgeschiedenis en kreeg lessen in de schilderkunst.
Zijn werk was onder andere in het museum Nusantara te Delft (2003) te zien en in het ministerie van Binnenlandse Zaken in Den Haag (1993). Naast beeldend kunstenaar op het gebied van schilderijen en toegepaste kunst is Eddy Lie schrijver-dichter van proza en poëzie. Hij behoort tot de tweede generatie Indische schrijvers, zoals Ernst Jansz, Marion Bloem, Adriaan van Dis en Alfred Birney.
Lie publiceerde in verschillende tijdschriften, waaronder het Indonesië Magazine, Moesson, Kids, Redactie Service, Blimbing en Meander. Naar aanleiding van zijn autobiografische roman De aanpassing uit 2009 (over integratie en leven in twee culturen) maakte hij een tournee door Nederland met voordrachten naar aanleiding van zijn boek. Lie is lid van de Utrechtse schrijversvereniging en de literaire vereniging Taalpodium te Utrecht. Begin 1976 heeft hij een studiereis gemaakt naar het gesloten China, vlak voordat Mao overleed.

## Onderscheidingen
- Lid in de Orde van Oranje-Nassau (2012)

## Biografie
Gedichtenbundels:
- De wassende regenboog (2000)
- Twee werelden in een ziel (2005)
- Ontmoeting van verschillende culturen (2007)
- Ontmoeting (2007)
- " De vergeten hof van Eden" (2014)

## Roman
- De aanpassing (2009)[1]

## Vertaalproject
Ontmoeting in een belangrijk thema in zijn werk als schrijver en beeldend kunstenaar. Zijn gedicht 'Ontmoeting' werd vertaald in 25 verschillende talen.

## Lezingen
- Over Troost
- Over Hoop
- Over zingeving

- International Standard Name Identifier: 0000 0003 8769 1993
- Nederlandse Thesaurus van Auteursnamen: 228106958
- RKD-Nederlands Instituut voor Kunstgeschiedenis: 268019
- Virtual International Authority File: 280728041